# Betty Mindlin
Pour les articles homonymes, voir Mindlin.
Betty Mindlin (São Paulo, 31 mars 1942) est une écrivaine et anthropologue brésilienne spécialiste des mythes et autres traditions des autochtones du sud de l'Amazonie.

## Biographie
Betty Mindlin est diplômée en économie de l'Université de São Paulo (1963) et de l'Université Cornell (1967).
En 1984, après 5 ans de travaux au sein d'une tribu amazonienne, les Suruí, elle obtient un doctorat de l'Université pontificale catholique de São Paulo. Sa thèse est publiée sous forme de livre sous le titre Nós, Paiter, en 1985.
Betty Mindlin est spécialiste de l'étude des mythes et autres traditions des indigènes brésiliens, surtout ceux du sud de l'Amazonie,. Elle a été témoin d'un changement radical chez les Surui : alors qu'elle les avait trouvés en 1979 encore ancrés dans leurs coutumes et ses croyances traditionnelles, elle a ensuite assisté à l'impact des trafiquants de diamants, de la modernisation et de l'arrivée du travail salarié.

## Œuvres

### En portugais
- (pt) Betty Mindlin, Nós Paiter : Os Surui de Rondônia, Petrópolis, Vozes, 1985
- (pt) Betty Mindlin, Tuparis e tarupás : narrativas dos índios tuparis de Rondônia, Sao Paulo, EDUSP/IAMÁ/Brasiliense, 1993, 124 p. (ISBN 978-85-11-07037-8, lire en ligne).
- (pt) Betty Mindlin, Vozes da origem, Sao Paulo, Editora Ática/IAMA, 1996, 207 p..
- (pt) Betty Mindlin, Moqueca de maridos, Record, 1997 (ISBN 978-85-7753-298-8)
- (pt) Betty Mindlin, Terra gravida, Record, 1999, 275 p. (ISBN 978-85-01-05418-0)
- (pt) Betty Mindlin, O Primeiro Homem e outros mitos dos Índios Brasileiros, Sao Paulo, Cosac & Naify, 2001, 70 p.
- (pt) Betty Mindlin, Mitos indígenas, Sao Paulo, Editora Ática, 2006, 143 p.
- (pt) Betty Mindlin, Diários da floresta, Sao Paulo, Paz & Terra, 2006 (ISBN 978-85-7753-298-8).
- (pt) Betty Mindlin, Olívia e os índios, Sao Paulo, Scipione, 2014, 40 p.
- (pt) Betty Mindlin, O Ventre Emplumado e Outros Relatos de Viagem, `, à compte d'auteur, 2016, 134 p.
- (pt) Betty Mindlin, Crônicas despidas e vestidas, Sao Paulo, Contexto, 2017, 215 p.

### Traductions en français
- Betty Mindlin (trad. du portugais), Fricassée de maris, mythes érotiques d’Amazonie, Paris, Anne-Marie Métailié, 2005, 308 p. (ISBN 2-86424-537-X)
- Betty Mindlin, Carnets sauvages : Chez les Surui du Rondonia, Anne-Marie Métailié, 2008 (ISBN 978-2-86424-651-0 et 2-86424-651-1)

## Distinctions
- Prix littéraire de l'APCA (Associação Paulista de Críticos de Arte) en 1998[1].
- Commandeur de l'Ordre national du mérite scientifique en 2002[6].
- Prix Érico Vannucci Mendes, Marta Vannucci/SBPC - Société brésilienne pour le progrès des sciences/Ministère de la Culture/CNPq, 2002[1].
- Hommage de l'année  de CineAmazônia, Cine Amazônia, 2017[1].